# Александар Поповски
Александар Поповски (Скопље, 13. август 1969) српски и македонски је позоришни редитељ.

## Биографија
Дипломирао је позоришну и радио режију на Универзитету Свети Ћирило и Методије.
Режирао је представе у Србији, Северној Македонији, Данској, Италији, Словенији, Грчкој, Хрватској. Један је од неколико аутора који су северномакедонски театар и драму представили Европи.
Жири Стеријиног позорја представу Бродић за лутке у његовој режији прогласио најбољом на Фестивалу.
Добитник је неколико награда и признања за свој рад, укључујући три Стеријине награде, награду „Ардалион”, награду „Златни смијех”, Годишњу награду ЈДП и друге.

## Театрографија
- РОБЕРТО ЦУКО, 18.05.2000, Београд, Атеље 212[3]
- Вишњик, 13.03.2003, Београд, Народно позориште[3]
- АЛИСА, 14.10.2004, Београд, Атеље 212[3]
- Кандид или оптимизам, 14.11.2008, Београд, Југословенско драмско позориште[3]
- Метаморфозе, 09.06.2010, Београд, Југословенско драмско позориште[3]
- Одисеј, 22.11.2012, Нови Сад, Српско народно позориште[3]
- Дух који хода, 15.09.2015, Нови Сад, Српско народно позориште[3]
- Хамлет, 17.09.2016, Београд, Југословенско драмско позориште[3]
- Borisz Davidovics síremléke, 02.10.2017, Нови Сад, Новосадско позориште, Újvidéki színház[3]
- Доплер, 25.10.2018, Нови Сад, Српско народно позориште[3]
- Кандид[1]
- Алиса у земљи страхова, ЈДП, 2022.[4]